# Tsumeb

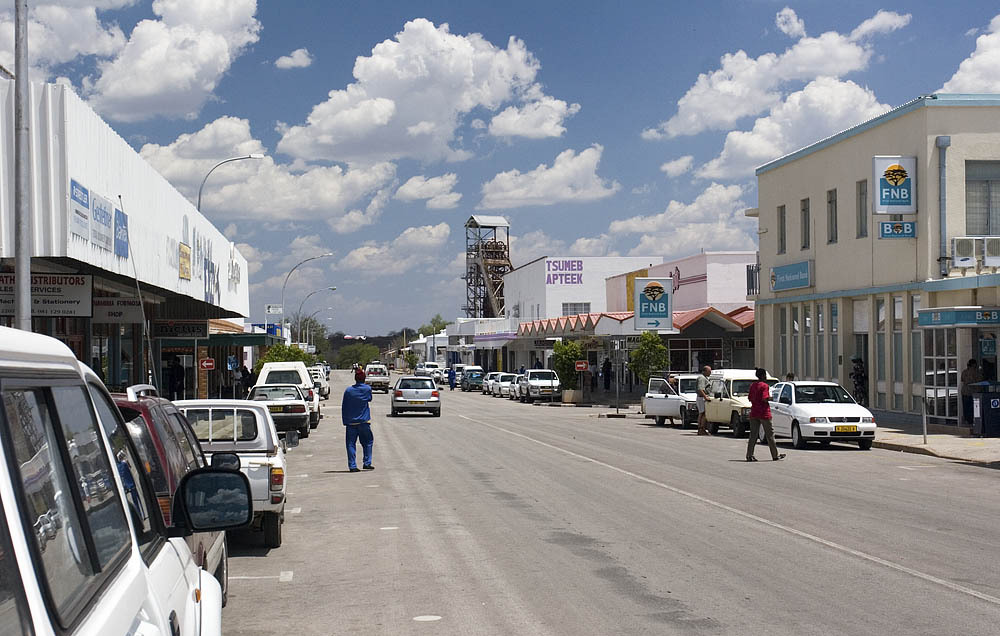
Centrala Tsumeb.

Tsumeb är en ort i norra Namibia, och är administrativt centrum för regionen Oshikoto. Folkmängden uppgick till 19 275 invånare vid folkräkningen 2011, på en yta av 18 km². Staden ligger cirka 400 kilometer norr om landets huvudstad Windhoek och är belägen på 1 310 meters höjd över havet. 
Nära staden ligger nationalparken Etosha och den underjordiska sjön Harasib. Den främsta näringen är gruvindustri. Tsumeb är tillsammans med Oranjemund den viktigaste gruvorten i Namibia. Marken är rik på bly, koppar, silver, kadmium och germanium.
Staden grundades 1905 av den tyska kolonialadministrationen. Vid sjön Oshikoto, 24 kilometer från Tsumeb, kapitulerade den 9 juli 1915, under första världskriget, de tyska trupperna inför den framryckande sydafrikanska armén.